# Katharina Debus

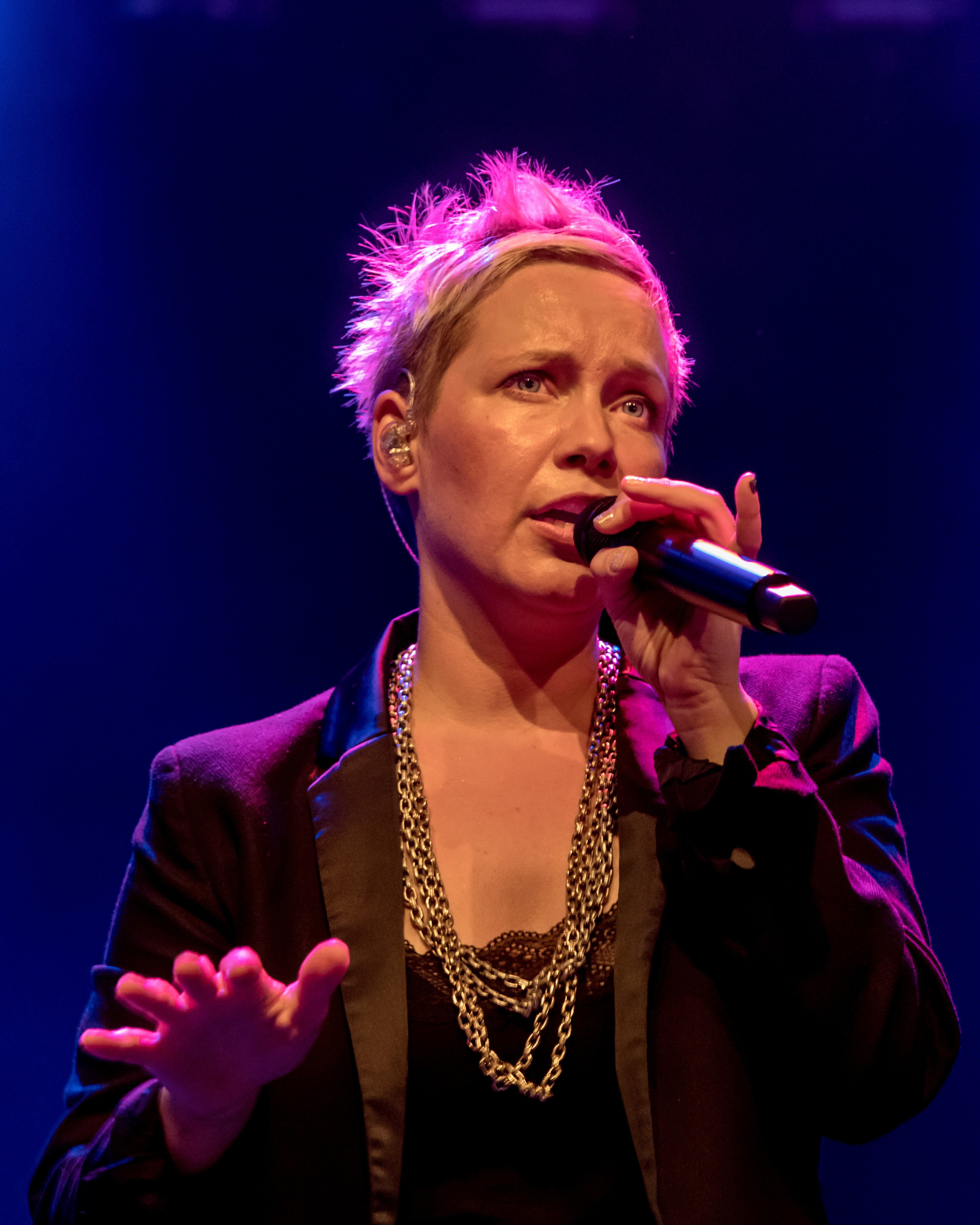
Katharina Debus mit Slixs auf dem ZMF 2017 in Freiburg

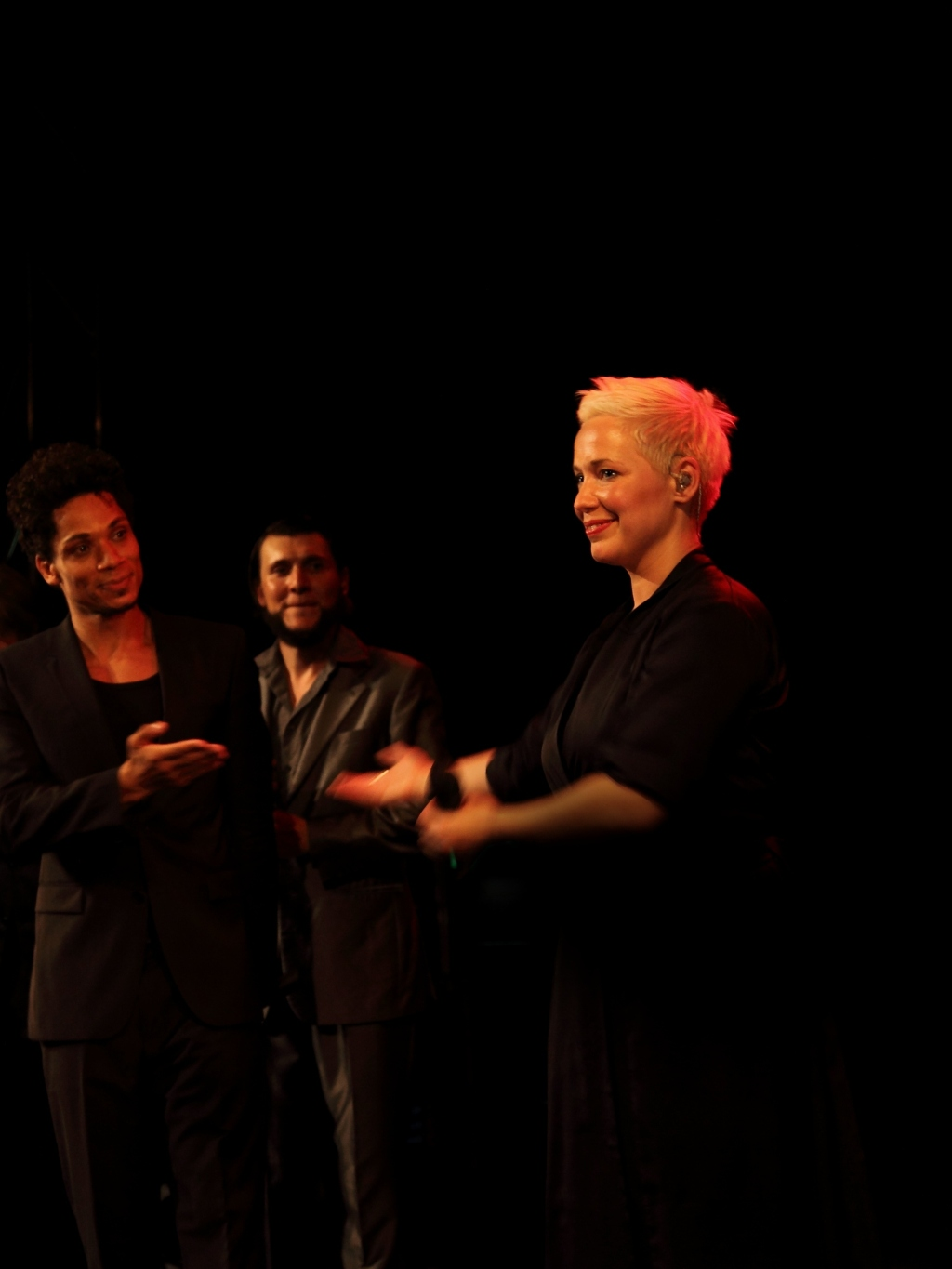
Katharina Debus, SLIXS Konzert Dortmund 2013 auf dem Bild mit Gregorio Hernández und Konrad Zeiner.

Katharina Debus (* 19. August 1979 in Hanau am Main) ist eine deutsche Sängerin, Musikerin und freie Stimmbildnerin.

## Leben
Katharina Debus wuchs im südhessischen Obertshausen auf und lebt heute in Essen.
Sie erhielt ihre Gesangsausbildung in Hamburg und Berlin u. a. bei Mike Cinnemon und arbeitet seit 2000 als freiberufliche Sängerin in verschiedenen Ensembles. 1999 gastierte sie im Musical Rent im Capitol Theater (Düsseldorf), es folgten Auftritte bei diversen Musical- und Showproduktionen im In- und Ausland, u. a. Der kleine Horrorladen am Musicaltheater Duisburg.
Katharina Debus widmet ihre Energie vor allem eigenen Projekten. Sie gründete mit dem Bassisten Hanns Höhn (Mainz) das Duo FrauContraBass. Mit der A-cappella-Formation SLIXS aus Halle ist Katharina Debus international auf Tour und auf Festivals vertreten. Hierbei arbeitete sie gemeinsam mit den Sängern Michael Eimann, Gregorio D’Clouet Hernández, Karsten Müller, Thomas Piontek und Konrad Zeiner u. a. im Jahr 2014 mit Bobby McFerrin zusammen. Im Bandprojekt Lex Bronkowitz Orchestra ihres Bruders Alexander Debus singt sie Lieder von Frank Zappa. Bereits 2009 gab es die Zusammenarbeit mit dem Komponisten und Theatermusiker Cornelius Borgolte für Karin Henkels Inszenierung von Glaube Liebe Hoffnung von Ödön von Horváth am Schauspielhaus Hamburg, in der sie auch auf der Bühne als Sängerin und Darstellerin zu erleben ist. Seit dieser Zeit ist Katharina Debus auch als freie Stimmbildnerin für z. B. das TV-Format The Voice of Germany, das Deutsche Theater Berlin, das Schauspielhaus Bochum, das Schauspiel Essen, das Schauspielhaus Hamburg sowie das Schauspiel Köln tätig.

## Diskographie

### FrauContraBass
- Kiss and Cry (2022)
- Comes Love (2013)[6]
- Saal 3 (2009)[7]
- FrauContraBass (2007)[8]

### Slixs
- Quer Bach 3 (2022)
- Quer Bach 2 (2018)
- Playgrounds (2016)
- Quer Bach (2014)[9]
- Slixs (2012)[10]
- Nothing is Real (2007)[11]
- Everything Ain’t Everything … (2004)[12]

### Andere Projekte
- Lex Bronkowitz Orchestra (2015)
- Lex L. Bronkowitz Orchestra (2000)
- Rent (1999)